# Borgo Vercelli
Borgo Vercelli é uma comuna italiana da região do Piemonte, província de Vercelli, com cerca de 2.158 habitantes. Estende-se por uma área de 19 km², tendo uma densidade populacional de 114 hab/km². Faz fronteira com Casalino (NO), Casalvolone (NO), Vercelli, Villata, Vinzaglio (NO).

## Demografia
| Variação demográfica do município entre 1861 e 2011                               |
|                                                                                   |
| Fonte: Istituto Nazionale di Statistica (ISTAT) - Elaboração gráfica da Wikipedia |